# Dede Griesbauer
Dede Griesbauer, geborene Trimble (* 22. September 1970 in Boston), ist eine US-amerikanische Triathletin und Ironman-Siegerin (2006, 2009, 2015).

## Werdegang
In ihrer Jugend war Dede Trimble als Schwimmerin aktiv, konnte zahlreiche nationale und internationale Erfolge erzielen und verpasste zweimal nur knapp die Teilnahme an Olympischen Spielen. Von 1989 bis 1994 startete sie für das US-amerikanische Nationalteam.

### Triathlon-Profi seit 2004
Dede Griesbauer startete 2002 bei ihrem ersten Triathlon und ist seit 2004 als Profi aktiv. Im August 2006 gewann sie nach 9:37:44 h mit neuem Streckenrekord den Ironman UK.
Im November 2014 holte sich Griesbauer in Taiwan ihren ersten Sieg auf der Mitteldistanz (Ironman 70.3: 1,9 km Schwimmen, 90 km Radfahren und 21,1 km Laufen). Im April 2015 gewann sie die Erstaustragung des Ironman Taiwan. Beim Ironman Boulder belegte die damals 47-Jährige im Juni 2018 den dritten Rang.
Im Februar 2020 gewann die damals 49-Jährige den Ultraman Florida und stellte bei diesem dreitägigen Wettstreit über 10 km Schwimmen, 421 km Radfahren und 84 km Laufen mit ihrer Siegerzeit von 22:48:31 h einen neuen Rekord auf dieser Distanz bei den Frauen ein.
Im November 2021 beendete die 51-Jährige den Ironman Mexico auf dem zehnten Rang, nachdem sie auf dem Rad noch in Führung gelegen hatte.

## Sportliche Erfolge
| Datum/Jahr    | Rang | Wettbewerb               | Austragungsort       | Zeit     | Bemerkung                                           |
| ------------- | ---- | ------------------------ | -------------------- | -------- | --------------------------------------------------- |
| 30. Juni 2019 | 3    | Ironman 70.3 Steelhead   | Benton Harbor        |          |                                                     |
| 15. März 2015 | 2    | Ironman 70.3 Puerto Rico | San Juan             | 04:28:50 | Zweite hinter ihrer Landsfrau Sarah Haskins-Kortuem |
| 2. Nov. 2014  | 1    | Ironman 70.3 Taiwan      | Kenting              | 04:34:49 |                                                     |
| 18. Apr. 2010 | 7    | Ironman 70.3 New Orleans | New Orleans          | 04:30:07 | [ 5 ]                                               |
| 23. Aug. 2009 | 4    | Ironman 70.3 Timberman   | New Hampshire        | 04:31:53 | [ 6 ]                                               |
| 19. Juli 2009 | 3    | Vineman Ironman 70.3     | Sonoma County        | 04:23:29 |                                                     |
| 2009          | 8    | Ironman 70.3 California  | Oceanside            | 04:32:58 |                                                     |
| 8. Juni 2008  | 2    | Eagleman Ironman 70.3    | Cambridge (Maryland) |          |                                                     |
| 18. Mai 2008  | 3    | Ironman 70.3 Florida     | Orlando              | 04:30:38 |                                                     |
| 19. Aug. 2007 | 3    | Ironman 70.3 Timberman   | New Hampshire        | 04:41:11 | [ 7 ]                                               |
| 2007          | 2    | Ironman 70.3 California  | Oceanside            |          |                                                     |
| 2006          | 5    | Ironman 70.3 California  | Oceanside            |          |                                                     |
| 22. Mai 2005  | 5    | Ironman 70.3 Florida     | Orlando              | 04:34:54 |                                                     |

| Datum/Jahr    | Rang | Wettbewerb            | Austragungsort    | Zeit     | Bemerkung |
| ------------- | ---- | --------------------- | ----------------- | -------- | --- |
| 28. Nov. 2022 | 1    | Ultraman Hawaii       | Hawaii            | 23:22:58 | Ultraman World Championships; neuer Streckenrekord über 10 km Schwimmen, 421 km Radfahren und 84 km Laufen           |
| 23. Apr. 2022 | DNF  | Ironman Texas         | The Woodlands     | –        | |
| 21. Nov. 2021 | 10   | Ironman Mexico        | Cozumel           |          | |
| Feb. 2020     | 1    | Ultraman Florida      | Windermere        | 22:48:31 | Neuer Streckenrekord über 10 km Schwimmen (6,2 Meilen), 421 km Radfahren (263 Meilen) und 84 km Laufen (52,4 Meilen) |
| 25. Mai 2019  | DNF  | Ironman Lanzarote     | Puerto del Carmen | –        | |
| 10. Juni 2018 | 3    | Ironman Boulder       | Boulder           | 09:36:55 | |
| 3. Dez. 2017  | 4    | Ironman Mar del Plata | Mar del Plata     | 09:24:54 | bei der Erstaustragung                                                                                               |
| 10. Apr. 2016 | 10   | Ironman South Africa  | Port Elizabeth    | 10:01:19 | |
| 29. Nov. 2015 | DNF  | Ironman Mexico        | Cozumel           | –        | nach 48:50 min Schwimmen und 5:19:44 h auf dem Rad auf der Laufstrecke ausgestiegen                                  |
| 10. Okt. 2015 | 25   | Ironman Hawaii        | Hawaii            | 10:09:49 | |
| 12. Apr. 2015 | 1    | Ironman Taiwan        | Kenting           | 09:20:23 | Siegerin bei der Erstaustragung                                                                                      |
| 27. Sep. 2014 | 2    | Ironman Mallorca      | Alcúdia           | 09:27:09 | Zweite bei der Erstaustragung auf Mallorca                                                                           |
| 2. Nov. 2013  | 9    | Ironman Florida       | Panama City       | 09:11:26 | |
| 22. Sep. 2013 | 7    | Ironman Lake Tahoe    | Lake Tahoe        | 10:39:28 | |
| 28. Juli 2013 | 6    | Ironman USA           | Lake Placid       | 10:04:07 | |
| 14. Apr. 2013 | 15   | Ironman South Africa  | Port Elizabeth    | 11:40:39 | |
| 10. Okt. 2012 | 40   | Ironman New York      | Hawaii            | 11:07:46 | |
| 24. Juli 2011 | DNF  | Ironman Germany       | Frankfurt         | –        | Rennabbruch nach Sturz auf der Radstrecke                                                                            |
| 21. Mai 2011  | 19   | Ironman Texas         | The Woodlands     | 10:28:23 | |
| 28. Nov. 2010 | DNF  | Ironman Mexico        | Cozumel           | –        | |
| 9. Okt. 2010  |      | Ironman Hawaii        | Hawaii            | 10:40:16 | |
| 30. Mai 2010  | 2    | Ironman Brasil        | Florianópolis     | 09:26:09 | hinter der Tschechin Tereza Macel                                                                                    |
| 10. Okt. 2009 | 9    | Ironman Hawaii        | Hawaii            | 09:40:59 | |
| 31. Mai 2009  | 1    | Ironman Brasil        | Florianópolis     | 09:10:15 | |
| 11. Okt. 2008 | 10   | Ironman Hawaii        | Hawaii            | 09:39:53 | |
| 13. Juli 2008 | 10   | Ironman Austria       | Klagenfurt        | 09:49:16 | |
| 13. Okt. 2007 | 7    | Ironman Hawaii        | Hawaii            | 09:33:34 | Als beste Amerikanerin landet Dede Griesbauer auf dem siebten Rang.                                                  |
| 27. Mai 2007  | 2    | Ironman Brasil        | Florianópolis     | 09:18:17 | |
| 21. Okt. 2006 | 32   | Ironman Hawaii        | Hawaii            | 10:14:22 | |
| 20. Aug. 2006 | 1    | Ironman UK            | Sherborne         | 09:37:44 | neuer Streckenrekord und erster Rang vor der Liechtensteinerin Nicole Klingler                                       |
| 15. Okt. 2005 | 18   | Ironman Hawaii        | Hawaii            | 09:54:37 | |
| 24. Juli 2005 | 8    | Ironman USA           | Lake Placid       | 10:20:44 | |
| 16. Okt. 2004 |      | Ironman Hawaii        | Hawaii            | 11:07:58 | |
| 18. Okt. 2003 |      | Ironman Hawaii        | Hawaii            | 10:29:42 | |
| 9. Nov. 2002  |      | Ironman Florida       | Panama City       | 10:32:37 | |

(DNF – Did Not Finish)
Griesbauer wird trainiert von der mehrfachen Triathlon-Weltmeisterin Karen Smyers (* 1961) und lebt mit ihrem Mann  in Boston.